# 4e millennium v.Chr.
Het vierde millennium v.Chr. loopt vanaf 4000 tot 3001 v.Chr. Dit komt overeen met 5.950-4.951 BP.

## Algemeen
- 4000 v.Chr. Rond deze tijd ligt het zeeniveau ongeveer 8 meter onder huidig NAP
- ca. 3761 v.Chr. - Jaar 1 van de joodse kalender (ook wel 1 Anno Mundi) volgens rabbi Jose ben Halafta
- 18 maart 3952 v.Chr. - Jaar 1 van de christelijke jaartelling volgens Beda
- 13 augustus 3114 v.Chr. - Volgens de lange telling van de Maya's is dit 13.0.0.0.0 4 Ahau 8 Cumku, het nulpunt van hun kalender en de datum van de meest recente schepping.
- 3500 v.Chr. - In Soemer, Egypte, China en de Indusvallei wordt al gebruikgemaakt van een tournette, een draaitafeltje dat het eenvoudiger maakt een voorwerp van klei symmetrisch te maken.

## Midden-Oosten
- In Mesopotamië vindt het ontstaan van de landbouw voor het eerst plaats.
- In het oude Sumer, gelegen in het hart van het tweestromenland, ontstaan de eerste steden, waarvan Uruk en Ur (Sumer) de bekendste zijn.
- 3900-3100 : Urukperiode. Door de groeiende handel met het Middellandse Zeegebied, de Levant, Klein-Azië en het gebied langs de Perzische Golf en de daardoor noodzakelijk geworden documentatie- en administratie ontstaat ca. 3500 via op kleitabletten afgedrukte rolzegels het schrift.
- In Soemer ontstaat de oudste vorm van het schrift, het beelddschrift, waaruit later het spijkerschrift ontwikkeld wordt.
- De leemsteen wordt voor het eerst toegepast in Mesopotamië. Omstreeks 4000 voor Christus komt aldaar bovendien het gebruik van houten mallen in zwang, waarmee stenen van gelijke vorm en grootte verkregen worden. Vanaf ca. 3200 v. Chr. worden dergelijke stenen voor het eerst ook gebakken, hetgeen het ontstaan geeft aan de baksteen.
- 3400 v.Chr. - In de vlakte van de Ararat ontwikkelt zich de Koera-Araxescultuur.
- 3300 v.Chr. : Bronstijd. In Anatolië, in het Taurusgebergte in het district Kestel wordt voor het eerst brons, een legering van koper en tin, toegepast. Het maakt het metaal veel harder en geschikter voor het gebruik als werktuig of wapen.
- 3100 v.Chr. : Jemdet Nasr-periode. Het besef van politieke eenheid neemt toe in Mesopotamië en de koning van Soemer en Akkad bestuurt het hele land. Irrigatiewerken, tempeltorens en steden zijn kenmerken van een bloeiende landbouwbeschaving.
- 3000 v.Chr. - De Koera-Araxescultuur verspreidt zich naar Georgië.

## Azië
- 3200 v.Chr. - Indusbeschaving. De Harappanbeschaving vervangt de Mehrgarhbeschaving. Aan de Indusvallei vindt men de sites terug in de eerste lagen van de steden. Handelsnetwerken verbinden deze cultuur met verwante aangrenzende regionale culturen en met de bronnen van grondstoffen zoals lapis lazuli en andere fijne stenen die gebruikt worden voor het maken van kralen voor halssnoeren. In deze periode worden door de dorpelingen talloze soorten groenten gedomesticeerd, zoals erwten, sesamzaad, dadels en katoen, evenals dieren zoals de waterbuffel, die essentieel blijft bij de landbouwproductie in heel Azië tot op vandaag.  De vroegste voorbeelden van het Indusschrift dateren uit deze periode.

## Afrika

### Egypte

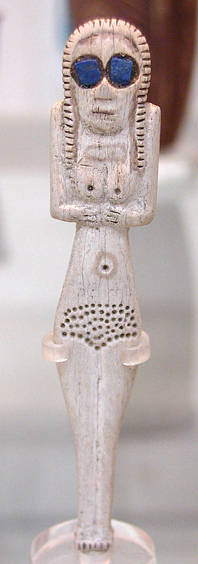
Beeldje uit de Naqada I-periode

- 4000-3500 v.Chr. - De Naqada I-periode in Egypte
- 4000 v.Chr. - In Egypte wordt het zeil ingevoerd. Daarmee wordt de Nijl een belangrijke verkeersader, maar het land is nog niet verenigd.
- 3600 v.Chr. - De vroege prehistorische periode eindigde ongeveer rond 3600 v.Chr. Uit opgravingen blijkt dat de Egyptenaren toen volledig tot een landbouwersbestaan waren overgegaan. Hun werktuigen en wapens waren van gepolijste steen; de pijlpunten waren van hoorn. Manden maken en linnen weven waren bekend.
- 3500-3300 v.Chr. - De Naqada II-periode
- Na 3400 v.Chr. zijn er tekenen die wijzen op een toenemende politieke activiteit, die uitmondde in een machtsstrijd tussen Opper- en Neder-Egypte. De twee gebieden vertoonden grote onderlinge verschillen. De nederzettingen en stadstaten van de delta waren veel verder ontwikkeld, veel onafhankelijker en meer gesteld op hun eigen tradities dan de eenvoudige gemeenschappen van Opper-Egypte.
- 3300 v.Chr. - De Egyptische dorpen zijn verdeeld over de rijken Opper-Egypte en Neder-Egypte.
- 3300-3100 v.Chr. - De Naqada III-periode. In dit stadium ontwikkelt zich het beeldschrift. Er zijn oorspronkelijk twee koninkrijken in de predynastische tijd.
- 3200 - 3000 v.Chr. - In deze late prehistorische periode werd de primitieve Egyptische samenleving beïnvloed door krachtige invloeden uit Zuidwest-Azië. Koperen werktuigen en wapens werden steeds algemener, terwijl ook andere nieuwigheden doordrongen. De invoering van de koperbewerking heeft de Egyptenaren er wellicht toe aangezet om zeggenschap te krijgen over de Sinaï en de Arabische Woestijn.
- 3150 v.Chr. - Schorpioen II koning van Opper-Egypte.
- 3100 v.Chr. - Rond dit jaar ontstaat het Hiërogliefenschrift.
- 3100 v.Chr. - Volgens de traditie verenigt Menes de beide rijken van Egypte. Mogelijk was deze koning van Egypte dezelfde persoon als veldheer-koning Narmer, die met de Beneden-Egyptische koningin Neith-hotep huwde. Begin van de 1e dynastie van Egypte.

## Europa

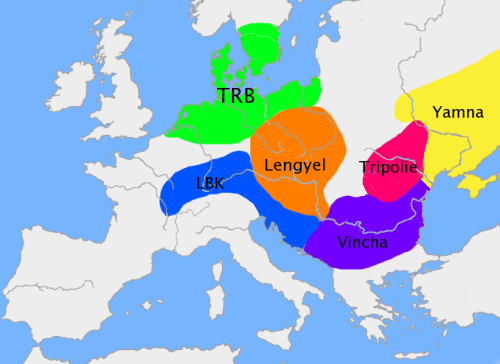
Europa rond 3500 v.Chr. met de trechterbekercultuur (TRB)

Omstreeks 4000 v.Chr. begint ook in de noordelijker delen van Europa het neolithicum.
- 4000 v.Chr. - De neolithische trechterbekercultuur in het zuiden van Scandinavië volgt de Ertebøllecultuur op.
- 3950 v.Chr. - In het Savelsbos bij Sint Geertruid begint men vuursteen te delven.
- 3600-2300 v.Chr. - De jamnacultuur, die de overgang gaat maken van kopertijd naar bronstijd, in het gebied tussen de Westelijke Boeg, de Dnjestr en de Oeral.
- 3500-2900 v.Chr. - Landbouw (incl. veeteelt) wordt op hoger gelegen gronden in de Lage Landen een hoofdbron van bestaan.
- Bewoners worden op het Drents plateau in hunebedden begraven, men leert wol te spinnen en te gebruiken als kleding.
- 3350-3210 v.Chr. - Ötzi de ijsman vindt de dood in wat nu het grensgebied tussen Oostenrijk en Italië is.
- 3400 v.Chr. - Begin van de megalithische cultuur op Malta.
- 3200 v.Chr. - In Hongarije wordt het wiel gebruikt.
- Begin van de megalithische cultuur op de Britse eilanden en in Noordwest-Frankrijk. In het oosten van Ierland bouwt men Newgrange.
- 3200-2300 v.Chr. - De neolithische Pitted-warecultuur in het zuiden van Scandinavië.

## Amerika
- 4000 v.Chr. - Op de kust van Guyana wordt aardewerk vervaardigd.
- 3200 v.Chr. - In Zuid-Amerika wordt mais gekweekt.

## Belangrijke personen
- Ötzi, ijsmummie van een man uit de kopertijd.
- Hor Iry, prehistorische koning die heerste tijdens dynastie 0 van Egypte.
- Schorpioen II, proto-historische koning die heerste tijdens dynastie 0 van Egypte.
- Narmer, eerste farao van Egypte en stichter van de 1e dynastie van Egypte.

<<< · 10e · 9e · 8e · 7e · 6e · 5e · 4e · 3e · 2e · 1e · "0" · 1e · 2e · 3e · 4e